# Seznam letalskih asov ruske revolucije
Seznam letalskih asov ruske revolucije.

## Kanada
- Raymond Collishaw - 1 (RAF)

## Rusija
- Georgij Stepanovič Sapožnikov - 2 (RKKA)
- Aleksej Dimitrijevič Širinkin - 2 (RKKA)

## ZDA
- Marion Hughes Aten - 5 (RAF)
- Rowan Heywood Daly - 4 (RAF)
- Samuel Marcus Kinkead - 3 (RAF)